# Against Me! (demo uit 1997)
Against Me!, ook wel bekend als Tom's Demo Tape of First Demo, is een demoalbum uitgegeven door Laura Jane Grace onder de naam Against Me! in juni, 1997. De tekst en de muziek zijn geschreven en gecomponeerd door Laura Jane Grace.

## Nummers
1. "The Price Of Freedom" - 2:54
2. "Does It Make A Difference?" - 3:01
3. "Same Old Song" - 2:38
4. "In The Name Of What" - 4:02
5. "Disgust" - 3:04
6. "24 Hours A Day" - 3:30